# Ligamentos anulares de los dedos
En anatomía humana, los ligamentos anulares de los dedos, a menudo se denominan poleas A, son la parte anular de las vainas fibrosas de los dedos. Cuatro o cinco de estos ligamentos anulares, junto con tres ligamentos cruzados, forman un túnel fibro-óseo en la cara palmar de la mano a través del cual pasan los tendones flexores profundos y superficiales. Los ligamentos anulares y cruzados sirven para gobernar el mecanismo flexor de la mano y la muñeca, proporcionando restricciones críticas a los tendones flexores para evitar la flexión al contraer y excursionar las unidades músculo-tendinosas extrínsecas.
El primer ligamento anular (A1), cerca de la cabeza del hueso metacarpiano, se encuentra en el surco flexor del ligamento metacarpiano transversal profundo. Por regla general, los ligamentos A1, A3 y A5 de los dedos son "poleas articulares" que se originan en la placa volar de la cara volar de las articulaciones metacarpofalángicas, interfalángicas proximales e interfalángicas distales, respectivamente. Las poleas A2 y A4 surgen del periostio en la mitad proximal de la falange proximal y en la porción media de la falange media, respectivamente. La primera polea anular (polea A1), cerca de la cabeza del hueso metacarpiano, se encuentra en el surco flexor del ligamento metacarpiano transversal profundo. En el pulgar hay dos poleas anulares y una única polea oblicua.
Juntas, las poleas A forman un túnel continuo y, debido a que las fijaciones de cada polea A en el hueso son más anchas que su techo, su forma impide que la polea pellizque a sus vecinas en los extremos de la flexión. El techo corto también minimiza la presión sobre el tendón bajo tensión, distribuyendo en cambio la presión a lo largo del túnel.